# Aphanostigma piri
Aphanostigma piri är en insektsart som först beskrevs av Cholodkovsky 1903.  Aphanostigma piri ingår i släktet Aphanostigma och familjen dvärgbladlöss. Inga underarter finns listade i Catalogue of Life.